# Montmirey-la-Ville
Montmirey-la-Ville é uma comuna francesa na região administrativa de Borgonha-Franco-Condado, no departamento de Jura. Estende-se por uma área de 3,93 km². Em 2010 a comuna tinha 176 habitantes (densidade: 44,8 hab./km²).